# サンマリノの国歌
サンマリノの国歌は、共和国国歌（伊: L'inno Nazionale della RepubblicaまたはInno Nazionale）である。
フィレンツェのラウレンツィアーナ図書館で発見された聖務日課に記されていた、10世紀の賛美歌を基にしており、フェデリーコ・コンソロにより1894年に作曲され、大評議会と将軍によりサンマリノの国歌として1894年9月11日に採用され、9月30日のプッブリコ宮殿が落成した際に最初に演奏された。
この国歌が最初に使用されたのは軍の行進の際で、ウリッセ・バルシメッリ (Ulisse Balsimelli)の指揮により演奏された。
現在は国の祭日や公式行事の際、軍音楽隊により演奏される。
1894年以前はAur. Muccioli作詞、U. Balsimelli作曲による国歌が採用されていた。

## 歌詞（非公式）
公式には国歌に歌詞はない。ジョズエ・カルドゥッチが歌詞を付けたが、サンマリノ政府は採用しなかった。

### イタリア語版
O antica Repubblica

onore a te virtuosa

onore a te 
Generosa fidente, 

virtuosa.

O Repubblica 
onore e vivi eterna

con la vita

E gloria d'Italia 
O Repubblica

onore a te.

### 日本語訳
おお、古の共和国は

栄光を君に徳のある

栄光を君に。
おお、共和国は

栄光を与え、

永遠の生命と

イタリアの栄光で生きる、

おお、共和国は

栄光を君に。